# Málna (keresztnév)
A Málna újabb keletű névadás a gyümölcs nevéből.

## Gyakorisága
Az 1990-es években szórványos név, a 2000-es években nem szerepel a 100 leggyakoribb női név között.

## Névnapok
ajánlott névnap
- március 25.[2]

## Híres Málnák
Sárneczky Szofia Málna, Sárneczky Krisztián lánya. A 266622 Málna nevű kisbolygó az ő nevét viseli.